# Campeonato Europeo de Tiro al Plato de 2012
El XL Campeonato Europeo de Tiro al Plato se celebró en Lárnaca (Chipre) entre el 17 y el 25 de mayo de 2012 bajo la organización de la Confederación Europea de Tiro (ESC) y la Federación Chipriota de Tiro.
Las competiciones se realizaron en el Campo de Tiro Internacional de la ciudad chipriota.

## Resultados

### Masculino
| Evento               | Oro                                 | Plata                                 | Bronce                            |
| -------------------- | ----------------------------------- | ------------------------------------- | --------------------------------- |
| Foso (25.05)         | Giovanni Cernogoraz · Croacia · 146 | Jiří Lipták · República Checa · 144+2 | Josip Glasnović · Croacia · 144+1 |
| Foso (equipos)       | Croacia · 361                       | República Checa · 358                 | Italia · 357                      |
| Doble foso (22.05)   | Håkan Dahlby · Suecia · 195         | Steven Scott Reino Unido 190          | Vasili Mosin · Rusia · 189        |
| Doble foso (equipos) | Rusia · 424                         | Reino Unido 419                       | Italia · 418                      |
| Skeet (20.05)        | Valerio Luchini · Italia · 147      | Efthimios Mitas · Grecia · 146        | Georgios Achilleos Chipre 145     |
| Skeet (equipos)      | Chipre 365                          | Italia · 361                          | República Checa · 359             |

### Femenino
| Evento          | Oro                            | Plata                            | Bronce                            |
| --------------- | ------------------------------ | -------------------------------- | --------------------------------- |
| Foso (24.05)    | Deborah Gelisio · Italia · 94  | Jessica Rossi · Italia · 92      | Federica Caporuscio · Italia · 90 |
| Foso (equipos)  | Italia · 214                   | España · 205                     | Finlandia · 203                   |
| Skeet (19.05)   | Yerzhanik Avetisian Armenia 96 | Christine Wenzel · Alemania · 95 | Andri Eleftheriou Chipre 93       |
| Skeet (equipos) | Chipre 204                     | Rusia · 203                      | Alemania · 198                    |

## Medallero
| Núm. | País            | Oro | Plata | Bronce | Total |
| ---- | --------------- | --- | ----- | ------ | ----- |
| 1    | Italia          | 3   | 2     | 3      | 8     |
| 2    | Chipre          | 2   | 0     | 2      | 4     |
| 3    | Croacia         | 2   | 0     | 1      | 3     |
| 4    | Rusia           | 1   | 1     | 1      | 3     |
| 5    | Armenia         | 1   | 0     | 0      | 1     |
|      | Suecia          | 1   | 0     | 0      | 1     |
| 7    | República Checa | 0   | 2     | 1      | 3     |
| 8    | Reino Unido     | 0   | 2     | 0      | 2     |
| 9    | Alemania        | 0   | 1     | 1      | 2     |
| 10   | España          | 0   | 1     | 0      | 1     |
|      | Grecia          | 0   | 1     | 0      | 1     |
| 12   | Finlandia       | 0   | 0     | 1      | 1     |
|      | TOTAL           | 10  | 10    | 10     | 30    |